# (37854) 1998 EY11
1998 EY11 (asteroide 37854) é um asteroide da cintura principal. Possui uma excentricidade de 0.20062840 e uma inclinação de 8.64683º.
Este asteroide foi descoberto no dia 1 de março de 1998 por Eric Walter Elst em La Silla.